# Västansjö, Bollnäs kommun

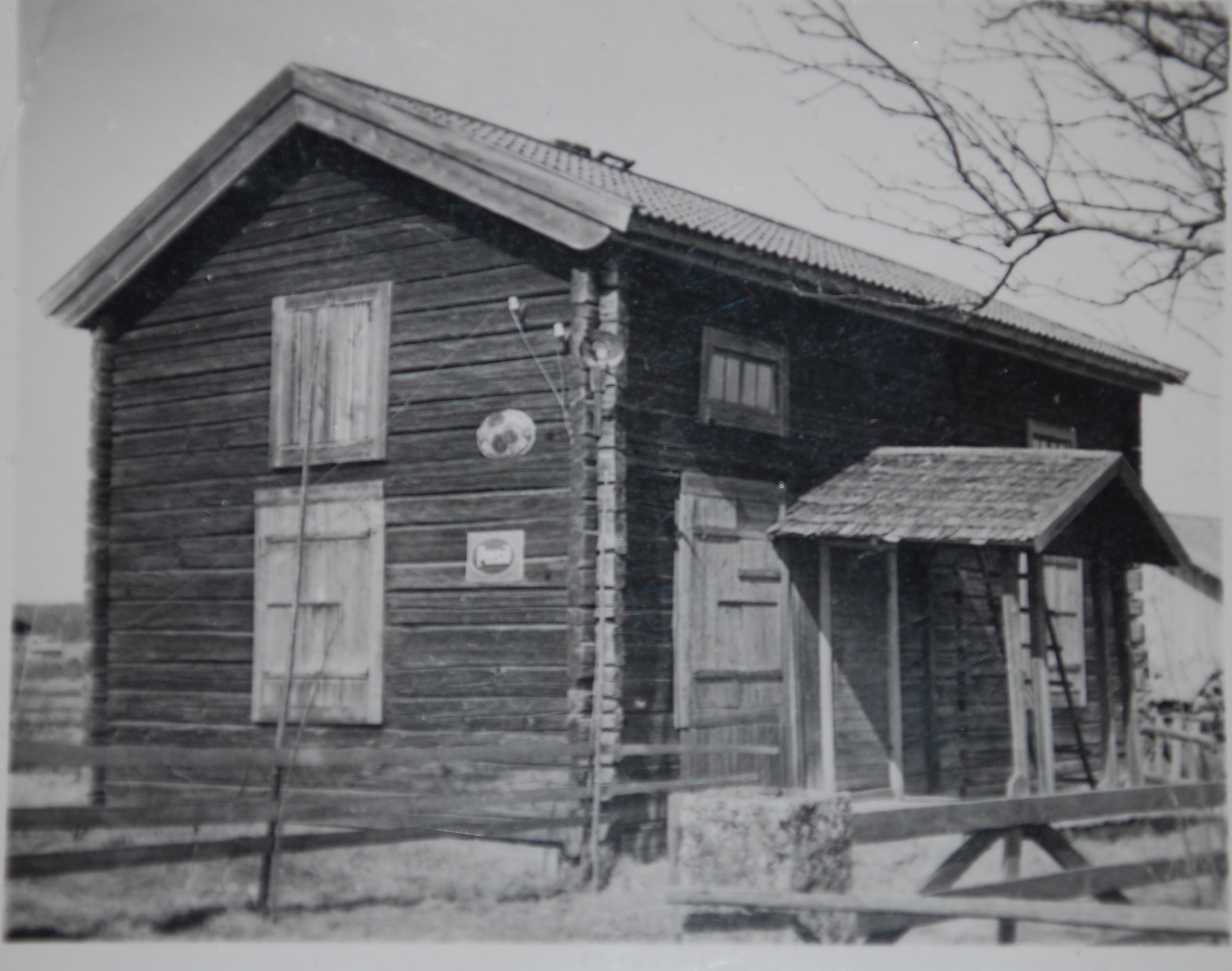
Viks-boa, var fram till 1936-37 filial till Lindblom & Hanssons affärsrörelse i Löten.

Västansjö är en by i Hanebo socken i Bollnäs kommun, byn ligger cirka sex kilometer sydväst om Kilafors.

## Beskrivning
Västansjö består av ett 60-tal fastigheter, varav ett 20-tal numer endast brukas som fritidshus. Vattendraget Flugån rinner genom byn, därefter mynnar den ut i Bofarasjön. Strax väster om byn vid gränsen mot Knisselbo där ansluter Gällsån som i nedre delen av sitt lopp passerar genom Västansjö. Bebyggelsen ligger i vissa delar på båda sidor om dalgången som Flugån och Gällsån bildar.  I den norra delen passerar länsväg 611, medan byvägen följer en sydligare sträckning genom byn. Skola i byn har funnits sedan år 1878 och den var kommunal låg- och mellanstadieskola fram till 2014. När den kommunala skolan lades ned startades Västansjö byskola AB, den drivs som grundskola, fritidshem och förskola.

## Historik
Byn hade fram till mitten av 1900-talet djurhållning i de flesta av gårdarna samt två matvaruaffärer, en kooperativ butik samt Strömbergs matvaru- och diversehandel med ursprung i Lindblom och Hanssons handelsrörelse i Löten. Lindblom & Hansson öppnade under slutet av 1880-talet en filial i den så kallade "Viks-boa" som låg efter byvägen i Västansjö. En ny affärslokal byggdes åren 1936-37, den som senare fick namnet Strömbergs, den gamla Viksboden stängdes därefter.  En till filial fanns under tidigt 1900-tal vid gården Alvins i Västansjö. Konsumbutiken stängde år 1967 i samband med Domus i Bollnäs öppnade nytt varuhus. Historiskt har det funnits olika småindustriverksamheter,  Västansjö ullspinneri, flera sågar både vattendrivna och med ångdrift, snickeri-skidfabrik, garveri samt åkeriföretag.

## Vattentäkten
I anslutning till södra delen av byn ligger vattentäkten för Kilafors tätort med omnejd. Den projekterades i början av 1960-talet och togs i bruk år 1965-66, på mark som varit utäga till Bofara. Åren 2014-15 utfördes en stor ombyggnad av anläggningen som medförde en förbättrad vattenkvalité.